# Karim Sallam
Karim Sallam (* 10. November 1992) ist ein österreichischer Fußballspieler.

## Karriere
Sallam begann seine Karriere beim SK Rapid Wien. Nachdem er zuvor auch noch für Admira Wacker Mödling, Red Star Penzing, ASV 13 und Austria XIII gespielt hatte, kam er 2010 zum Wiener Sportklub. Beim Sportklub schaffte er allerdings nicht den Sprung in die Regionalligamannschaft.
2012 wechselte Sallam zum Stadtligisten Post SV Wien. Zur Saison 2013/14 wechselte er in die Regionalliga zum SC Wiener Viktoria. Im Sommer 2014 schloss er sich dem Zweitligisten Floridsdorfer AC an. Sein Debüt in der zweiten Liga gab er im September 2014, als er am neunten Spieltag der Saison 2014/15 gegen den LASK Linz in der 79. Minute für Mirnel Sadović eingewechselt wurde.
Im Jänner 2015 wechselte Sallam zum Regionalligisten SR Donaufeld Wien. Nachdem er mit Donaufeld in die Wiener Stadtliga abgestiegen war, schloss er sich zur Saison 2015/16 der SV Schwechat an. Nach jener Saison verließ er die Schwechater wieder.
Im Jänner 2017 wechselte Sallam nach Ägypten zum Zweitligisten Alassiouty SC. Im Sommer 2017 verließ er die Ägypter wieder. Nach einem halben Jahr ohne Klub kehrte er im Jänner 2018 nach Österreich zurück und schloss sich der viertklassigen Mauerwerk SA an. Für Mauerwerk kam er zu 15 Einsätzen in der Stadtliga. Zur Saison 2018/19 wechselte Sallam zum Regionalligisten FC Mauerwerk. In zwei Spielzeiten absolvierte er 35 Regionalligapartien für die Wiener, in denen er sechs Tore erzielte. Zur Saison 2020/21 wechselte er zum ASK Elektra Wien, für den er zu zwölf Einsätzen kam. Zur Saison 2021/22 fusionierte die Elektra mit dem Regionalligisten Team Wiener Linien zum TWL Elektra, dem er sich daraufhin auch anschloss. Für das TWL kam er zu 23 Einsätzen in der Ostliga.
Zur Saison 2022/23 kehrte er zum Ligakonkurrenten Mauerwerk zurück. Für Mauerwerk spielte er diesmal zwölfmal in der Ostliga. Im Jänner 2023 zog er weiter innerhalb der Liga zum SC Neusiedl am See.